# Zotung Chin jezik
Zotung Chin jezik (ISO 639-3: czt), sinotibetski jezik uže skupine kuki-čin, centralne podskupine. Govori ga 52 000 ljudi (1990 UBS) u planinama Chin, Burma. Izgleda da je najsličniji jeziku haka [cnh], s kojim pripada istoj jezičnoj podskupini
Ostali nazivi za njega su bandzhogi, banjogi, zobya, zotung

## Vanjske poveznice
- Ethnologue (14th)
- Ethnologue (15th)